# Nuestra Señora de la Macana
Nuestra Señora de la Macana, conocida comúnmente como la Virgen de la Macana, es una imagen mariana de la Iglesia católica de origen mexicano. Su culto fue promovido por la orden franciscana en el siglo XVII. Se distingue por tener como atributo un macuahuitl, un arma originaria de Mesoamérica, llamada en español macana.

## Historia
La imagen es una copia de la Virgen del Sagrario de Toledo y fue traída a México por la Orden Franciscana, por lo que la imagen fue llevada en la labor misional hacia el norte de la Nueva España por Marcos de Niza. El culto a la Virgen de la Macana comenzó tras la Rebelión de los indios de Nuevo México de 1680. Dicho grupo se alió a los apaches para atacar la misión establecida por los franciscanos. La población fue atacada el 10 de agosto de ese año y además de numerosos habitantes, murieron 21 de los 32 franciscanos de la misión. Según la tradición hagiográfica, la imagen un indígena rebelde habría intentado destruir la imagen con un macuahuitl, lo que milagrosamente no habría ocurrido. Uno de los frailes sobrevivientes habría escapado del ataque resguardando la imagen.
Agustín de Vetancurt describió a la imagen como una copia de la Virgen del Sagrario de Toledo y describió el milagro que habría realizado a una niña. Posteriormente en su hagiografía mariana fray Felipe Montalvo lo confirmó. La imagen también fue venerada a partir de 1755 en la actual Catedral metropolitana de Tlalnepantla, en donde se preservan pinturas relacionadas a la historia de la virgen. Para 1761 la imagen fue trasladada al Convento Grande de San Francisco de la Ciudad de México.